# European Journal of Taxonomy
European Journal of Taxonomy is een wetenschappelijk tijdschrift gewijd aan de beschrijvende taxonomie van levende en fossiele eukaryoten. Het beslaat daarmee deelgebieden van de zoölogie, botanie, mycologie en paleontologie. Het tijdschrift werkt met peerreview en is open-access.
Het tijdschrift wordt geleid door het EJT Consortium, een groep van Europese natuurhistorische musea, dat ook voor de volledige financiering instaat. Om die reden kan het tijdschrift volledig kosteloos en vrij toegankelijk aangeboden worden. Wetenschappers hoeven niet te betalen om te mogen publiceren en iedereen kan het gratis lezen en downloaden. Het voldoet daarmee aan de eisen van de ‘diamond open access’. Het verschijnt uitsluitend online, maar gedrukte exemplaren kunnen via de website besteld worden.

## Geschiedenis
Het tijdschrift werd opgericht door het European Distributed Institute of Taxonomy (EDIT), een instituut dat een netwerk van Europese taxonomen vertegenwoordigt. Het eerste artikel verscheen op 9 september 2011. Sindsdien worden regelmatig artikels en monografieën gepubliceerd. In oktober 2015 werd het European Journal of Taxonomy door het Consortium of European Taxonomic Facilities (CETAF) als officieel Europees taxonomisch tijdschrift bekrachtigd.
Enkele musea besloten om hun tijdschriften in het European Journal of Taxonomy te laten opgaan:
- Journal of Afrotropical Zoology
- Bulletin van het Koninklijk Belgisch Instituut voor Natuurwetenschappen: Entomologie
- Bulletin van het Koninklijk Belgisch Instituut voor Natuurwetenschappen: Biologie
- Bulletin van het Koninklijk Belgisch Instituut voor Natuurwetenschappen: Aardwetenschappen
- Steenstrupia
- Zoologische Mededelingen

## Abstractie en indexering
Het tijdschrift wordt geïndexeerd met abstract in:
- Biological Abstracts[2]
- BIOSIS Previews[2]
- CAB Abstracts[3]
- Current Contents/Agriculture, Biology & Environmental Sciences[2]
- Science Citation Index Expanded[2]
- The Zoological Record[2]

Volgens de Journal Citation Reports had het European Journal of Taxonomy in 2021 een impactfactor van 1.398.